# Lőportárdűlő

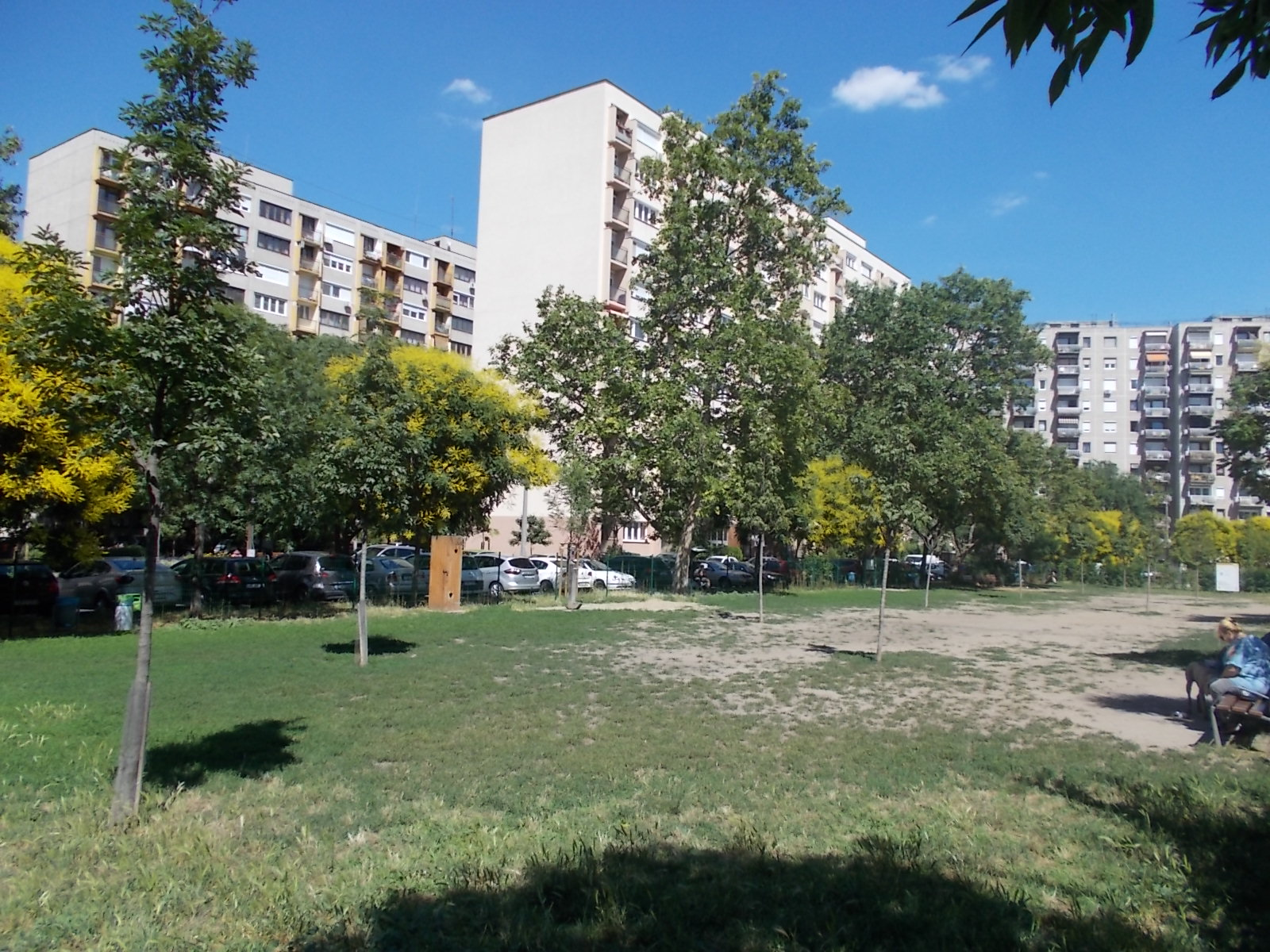
Az Apály utcai park a Dunyov István utcai lakótelepen

A Lőportárdűlő a mai Budapest XIII. kerületének egy korábbi városrésze, amely ma Angyalföld városrészhez tartozik.

## Fekvése
Róbert Károly körút a Váci úttól – a Szabolcs utca (vasúti sínek vonala) – Bulcsú utca - Váci út a Róbert Károly körútig.

## Nevének eredete
Régebben katonai lőporraktárak álltak itt, a pattantyúsok területének is nevezték. A Lehel utca régi neve Nagy Lőportorony utca volt.

## Története
A Váci Köztemető, a Lehel utca – Váci út szétválásánál kezdődött és az Aréna (ma: Dózsa György) útig tartott. 1830-ban kezdték átköltöztetni a Kerepesi temetőbe és a helyén 1890 után alakult ki a Lehel piac. A Lehel utca, Dózsa György út, Kassák utca között állt az Izraelita temető, vele szemben van a  Tüzér utca sarkán az egykori zsinagóga, Az épület az 1970-es – 1980-as években a Budapesti Honvéd Sport Egyesületé volt és ma is sportcélokat szolgál.
A Róbert Károly körút – Vágány utca sarkán állt az Óceán Konzervgyár, mellette a Székesfőváros Kertészete. Dél felé a Weiss Alice szülőotthon, majd a Bókai tér, majd az Izraelita Kórház. E terület ma az Orvostovábbképző területévé olvadt össze. A Szabolcs utca Lehel utca felőli oldalán az Albrecht főherceg laktanya áll, darabjaiban most a Rendőrség található és egészen a Lehel utcán az Állatkórházig tartott. Az állatkórház helyén a Tábori Sütöde állt. A Lőportár utca – Lehel utca sarkán a mai Textil, Függönyház helyén állt Svádló Ferenc Fémipari Gyára, amely fűtőberendezések, kazánok és egyéb fémeszközök gyártásával foglalkozott. A Lehel utca – Dózsa György út nyugati oldalán az Albrecht Laktanyával szemben a Honvéd sporttelep helyén állt a Vonat Laktanya, mely a Csángó utcáig tartott. Mellette áll a zsinagóga. Mögötte volt az Izraelita Pászkagyár. Tovább haladva a Csángó utca – Klapka utca között a Fóti úton (Kassák Lajos) áll a „Kilencház”, mely a malomipari munkások részére, 1885-ben épült. Mögötte a Tüzér utca, Fóti út, Klapka utca Róbert Károly krt. között állt a Vilmos Főherceg Laktanya, és a Katonai Textilmosoda. Vele szemben a Róbert Károly krt. északi oldalán állt az I. sz. helyőrségi Kórház, a mai Honvéd Kórház. A Klapka utca – Apály utca között a Váci út, Fóti út között állt a Schlick Vasöntöde és Gépgyár, a későbbi AFIT telep. Mostanában bontották le. Ez a terület már az Erdőtelkekhez tartozott. E gyár hátsó telepei a Lőportárdűlőre nyúltak be.
Lőportárdűlő területe zömmel az 1960-as években is katonai objektumokat tartalmazott, majd az 1970-es és 1980-as években lakótelep létesült a helyén, amely a Lehel utca és a Kassák Lajos utca közötti területet foglalta el. (A Csángó utcai lakótelep 1972-1974 között, a Gidófalvy utcai lakótelep  1976-1977 között, a Dunyov István utcai lakótelep 1982-1989 között épült.) A Róbert Károly krt. és a Lehel utca sarkán állt az Angyalföldi Népmozgó előbb sátorban, majd kissé nyugatra a Domus Áruháztól kb. 20-30 méterre kőépületbe költözött, ez volt a Dózsa mozi, amelyet az 1980-as évek elején a Róbert Károly körút kiszélesítésekor lebontottak. A Lehel utca, Dózsa György út sarkán áll a Népiskola, jelenleg Általános Iskola. Mellette a Váci út felé Erdőtelkek területe, északkelet felé Napföld területe terült el.[forrás?]